# Schaprode
Schaprode – gmina w Niemczech, w kraju związkowym Meklemburgia-Pomorze Przednie, w powiecie Vorpommern-Rügen, wchodzi w skład urzędu West-Rügen.

## Toponimia
Nazwa pochodzi od dolnoniemieckiego schap „owca” + rode „karczowisko” i może oznaczać część lasu wyciętą dla wypasu owiec. W języku polskim oddawana w formie Zabrodzie.